# チヌックジム
チヌックジム  (Chinuk Gym) は、ベラルーシのキックボクシングジム。
地元の選手他、東欧の選手が多く所属している。東欧ではレベルが高いジムであるが、選手に過酷な連戦をさせることでも知られており、かつてアレクサンダー・ウスティノフは「15か月間で18試合」という連戦（K-1ルールの試合からわずか数週間後にボクシングルールの試合をしたこともあった）をさせられたことがある。

## 主な所属選手
- セルゲイ・グール
- セルゲイ・イバノビッチ
- ヴィタリ・オフラメンコ
- ワシリー・シシ
- ザビット・サメドフ
- アンドレイ・ズラウコフ
- アースラン・マゴメドフ

## かつての所属選手
- アレクセイ・イグナショフ
- アレクサンダー・ウスティノフ